# Pulo Gelime
Pulo Gelime is een bestuurslaag in het regentschap Gayo Lues van de provincie Atjeh, Indonesië. Pulo Gelime telt 170 inwoners (volkstelling 2010).